# 卡子門駅
卡子門駅（かしもんえき）は中華人民共和国江蘇省南京市秦淮区にある、南京地下鉄の駅である。3号線と10号線が乗り入れ、両路線の接続駅となっている。

## 駅構造

### のりば
| 番線 | 路線            | 方面                    | 行先        |
| ---- | --------------- | ----------------------- | ----------- |
|      | 南京地下鉄3号線 | 鶏鳴寺・上元門 方面     | 琥珀泉 行き |
|      | 南京地下鉄3号線 | 天元西路・上秦淮西 方面 | 秣陵 行き   |

## 隣の駅
南京地下鉄
■3号線
雨花門駅 - 卡子門駅 - 大明路駅
南京地下鉄
■10号線
機場跑道旧址駅 - 卡子門駅 - 雨花台駅